# Municipio de Richland (condado de Jasper)
El municipio de Richland (en inglés: Richland Township) es un municipio ubicado en el condado de Jasper en el estado estadounidense de Iowa. En el año 2010 tenía una población de 360 habitantes y una densidad poblacional de 3,84 personas por km².

## Geografía
El municipio de Richland se encuentra ubicado en las coordenadas 41°38′37″N 92°50′3″O / 41.64361, -92.83417. Según la Oficina del Censo de los Estados Unidos, el municipio tiene una superficie total de 93.66 km², de la cual 93,57 km² corresponden a tierra firme y (0,1 %) 0,09 km² es agua.

## Demografía
Según el censo de 2010, había 360 personas residiendo en el municipio de Richland. La densidad de población era de 3,84 hab./km². De los 360 habitantes, el municipio de Richland estaba compuesto por el 100 % blancos. Del total de la población el 0 % eran hispanos o latinos de cualquier raza.